# Amparo Soler Gimeno
Amparo Soler Gimeno (València, 1921 - Madrid, 22 de gener de 2004), coneguda també com «La dama de l'edició», va ser una editora valenciana fundadora de l'editorial Castalia.

## Biografia
Filla i neta d'impressors, va estudiar en la secció gratuïta per a obrers del col·legi del Sagrado Corazón de Jesús de València i en un altre de l'Ajuntament al carrer de Conejería.
L'avi d'Amparo, l'escriptor Manuel Gimeno Puchades, va fundar la impremta Tipografia Moderna en 1899. En aquesta impremta es van conéixer els pares d'Amparo: Amparo Gimeno, filla de l'amo i plegadora, i Manuel Soler Soria, maquinista. Des dels deu anys Amparo Soler ajudava a la seua família en la impremta, que en aquells dies publicaven les seues obres a poetes com Antonio Machado, Max Aub o León Felipe. Va començar atenent el telèfon i recollint plecs per comprovar errors fins a arribar a ser correctora de proves.
L'any 1933 els problemes econòmics van obligar a declarar la suspensió de pagaments i l'embargament de béns de l'empresa, que va ser rescatada amb l'ajuda econòmica de l'aristòcrata Leopoldo Trénor, perquè reobrís el 1934 com a Tipografia Moderna de Soler.
Durant la Guerra Civil el negoci va ser militaritzat per la Sotssecretaria de Propaganda del Comissariat General del Grup d'Exèrcits i l'activitat es va veure incrementada pel trasllat del govern republicà i de nombrosos intel·lectuals a València. Durant aquests anys es va imprimir en la impremta la revista Hora d'Espanya. L'escriptor Antonio Buero Vallejo li va dedicar en aquests anys el següent vers «Amparito Soler tiene mucho que ver, es altita y delgadita y su cara parece una toronjita».
En finalitzar el conflicte, Amparo Soler torna a engegar l'empresa familiar Gràfiques Soler juntament amb el seu germà Vicente. El 1945 funda l'editorial Castalia, especialitzada en Literatura i Filologia, a València i la trasllada el 1962 a Madrid. En 1968 va crear amb el bibliògraf Antonio Rodríguez-Moñino la col·lecció Clàssics Castalia. Entre altres mèrits, va rebre l'any 1976 el llaç de l'Ordre del Mèrit Civil. Va morir després d'una llarga malaltia a Madrid el 22 de gener de 2004, deixant al seu fill Federico Ibáñez a càrrec de l'editorial.